# Nada Topčagić
Senada „Nada” Topčagić (în sârbă Сенада Нада Топчагић; n. 3 iulie 1953, Modriča, Republica Socialistă Bosnia și Herțegovina, RSF Iugoslavia) este o cântăreață bosniaco-sârbă de muzică populară sârbă.

## Biografie
Senada Topčagić s-a născut la 3 iulie 1953, în Modriča, RSF Iugoslavia (acum în Bosnia și Herțegovina) și a crescut în satul din apropiere Tarevci⁠(d). În timp ce a studiat la școala primară, ea a locuit temporar și în Osijek. La vârsta de optsprezece ani, Topčagić a fost descoperită de producătorul și instrumentistul proeminent, Žika Radenković, care a adus-o la Belgrad pentru a începe o carieră în industria muzicală.

### Carieră
Ea a debutat în 1975 cu single-ul „Na Drini ćuprija”, scris de Obren Pjevović⁠(d). Topčagić a avut cel mai mare succes în anii 1980 cu hituri ca de exemplu „Treba mi tvoje rame” (1982), „Zovem te, zovem” (1984), „Izvini, dušo izvini” (1985) și „Jutro je” (1989); ultimul este, fără îndoială, cel mai mare hit al ei. Ea a concurat la festivaluri de muzică iugoslave importante, cum ar fi Hit Parada, MESAM și festivalul Vogošća⁠(d). De-a lungul anilor, Topčagić a lansat douăzeci de albume de studio și a avut o carieră de peste cinci decenii.
În timpul Războiului de Independență al Croației de la începutul anilor 1990, Topčagić s-a confruntat cu opoziția publicului după ce a cântat alături de alți cântăreți pentru soldații sârbi din Vukovar, la o lună după căderea orașului. În 2022, ea a declarat că au fost obligați să facă acest lucru, explicând că nu ar fi făcut-o dacă ar fi avut de ales.
În martie 2021, a avut parte de publicitate în toată lumea după ce fotbalistul suedez Zlatan Ibrahimović a folosit un fragment din melodia ei „Jutro je”, la Festivalul de Muzică de la Sanremo.
Ea a fost cunoscută adesea pentru aspectul ei excentric și s-a comparat singură cu Lady Gaga.

### Viață personală
Topčagić este căsătorită cu fostul manager Zlatko Đurđević, cu care are un fiu, pe nume Miroslav (n. 1984). Are și doi nepoți.

## Discografie
Albume de studio 
- Život je lep dok si mlad (1979)
- Stare dobre pesem (1980)
- Ja sam tvoja i ničija više (1981)
- Treba mi tvoje rame (1982)
- Pomozi mi (1983)
- Zovem te, zovem (1984)
- Želim te, želim (1985)
- Nežno, nežnije (1987)
- Na srcu mi ležiš (1988)
- Volela sam (1989)
- Koju igru igraš (1990)
- Sudba siroana (1992)
- Ljubomorna sam (1994)
- Nada Topčagić (1996)
- Nada Topčagić (1997)
- Nada Topčagić (1998)
- Nada Topčagić (2001)
- Nada Topčagić (2004)
- Nada Topčagić (2005)
- Nada Topčagić (2020)

EP-uri și single-uri
- Na Drini Ćuprija (1975)
- Postoji samo jedan čovek / Dva zlatna prstena (1976)
- Zaklanjaš mi Sunce (1977)

## Filmografie
| An   | Titlu                 | Gen         | Rol                    | Note       |
| ---- | --------------------- | ----------- | ---------------------- | ---------- |
| 1981 | Sok od šljiva         | Film        | Ea însăși (cântăreață) |            |
| 1984 | Kamiondžije opet voze | Televiziune | Ea însăși (cântăreață) | Episodul 1 |
| 1984 | Supermarket           | Televiziune | Ea însăși (cântăreață) | Episodul 2 |
| 1986 | Sekula i njegove žene | Televiziune | Ea însăși (cântăreață) |            |
| 1993 | Bolje od bekstva      | Film        | Ea însăși (cântăreață) |            |